# کلسو (اورگن)
کلسو (به انگلیسی: Kelso) یک منطقهٔ مسکونی در ایالات متحده آمریکا است که در شهرستان کلاکاماس، اورگن واقع شده‌است. کلسو ۲۱۶ متر بالاتر از سطح دریا واقع شده‌است.